# فرید خربوطلی
فرید خربوطلی (انگلیسی: Farid Kharboutly؛ زادهٔ ۳ اوت ۱۹۵۳) تیرانداز اهل سوریه بود. وی در بازی‌های المپیک تابستانی ۱۹۹۲ شرکت کرده‌است.